# Zvezda TV
Zvezda TV (tiếng Nga: Всероссийский государственный вещательный телеканал Звезда) là một kênh truyền hình quốc gia thuộc sở hữu của Bộ Quốc phòng Nga.

## Lịch sử
Ngày 17 tháng 7 năm 2000, kênh Zvezda được chính phủ Liên bang Nga cấp giấy phép phát sóng. 
Vào ngày 20 tháng 2 năm 2005, Zvezda phát sóng lần đầu tiên trên kênh UHF 57 ở Moskva. 
Kể từ ngày 9 tháng 5 năm 2005, Zvezda phát sóng 24/24h, các chương trình nổi bật chủ yếu là phim truyện, phim tài liệu, thời sự có liên quan đến Lực lượng vũ trang liên bang Nga.
Năm 2007, tỉ lệ khán giả xem kênh ngày càng tăng khi nó được đưa vào dịch vụ NTV Plus.

## Tranh cãi và chỉ trích
Về mặt chính trị, kênh này tuân theo một quy trình ủng hộ chính phủ nghiêm ngặt và phổ biến thông tin tuyên truyền của Nga.
Nhiều khán giả cho rằng, Zvezda là một trong những kênh tin tức giật gân và có tư tưởng chống phương Tây nhất ở Nga. Ngoài ra, việc xuất bản tin tức thiên vị có lợi cho chính phủ Nga đã gây ra sự hoài nghi về kênh truyền hình này.